# 15&
15& (кор. 피프틴앤드, англ. Fifteen And) — южнокорейский дуэт, сформированный в 2012 году компанией JYP Entertainment. В состав входили Бэк Йе Рин и Пак Чжи Мин.

## Карьера

### 2007—12: Предебют и формирование
В 2007 году, когда Йерин было десять лет, она была представлена в популярном телешоу «Звёздный король» как «Гений R&B». Год спустя она исполнила песню Бейонсе «Listen» и была принята на стажировку в JYP Entertainment вместе с Уёном из 2PM и Дуджуном из Highlight.
В 2012 году Чжимин одержала победу в шоу «Звезда к-поп», и ей, как победительнице, был предоставлен выбор подписать контракт с одним из агентств «Большой тройки»: S.M. Entertainment, YG Entertainment и JYP Entertainment. Чжимин выбрала последнее и официально стала артистом JYP 21 мая.
Дуэт был основан в 2012 году, название означало возраст обеих участниц, а «&» означало, что они смогут добиться успеха в будущем.

### 2012—13: Дебют с «I Dream» и «Somebody»
Дебютный сингл 15&, получивший название «I Dream», был выпущен 5 октября 2012 года вместе с официальным видеоклипом. 7 октября дуэт дебютировал на сцене музыкального шоу Inkigayo. 12 октября девушки провели серию бесплатных концертов в школах и Университете Конкук, причём мероприятие привлекло не только поклонников, но и местных жителей; в общей сложности за восемь часов 15& выступили перед аудиторией в пять тысяч человек.
Второй сингл «Somebody» был выпущен 7 апреля 2013 года. В тот же день девушки выступили в финале второго сезона «Звезды к-поп», где впервые представили композицию публике. После выступления песня поднялась в корейских чартах реального времени.

### 2014—19: «Can’t Hide It»,Sugar, «Love is Madness» и расформирование
Третий сингл «티가 나나봐 (Can’t Hide It)» был выпущен 13 апреля 2014 года. В тот же день 15& выступили в финале третьего сезона «Звезды к-поп», и песня снова поднялась в музыкальных чартах. 26 мая был выпущен дебютный студийный альбом Sugar.
8 февраля 2015 года был выпущен четвёртый (и последний) сингл «Love Is Madness», записанный при участии Канто из Troy. Композиция имела хорошие показатели в чартах и впервые была представлена на концерте в честь Дня Святого Валентина 14 февраля.
6 августа 2019 года стало известно, что Чжимин не стала продлевать контракт с JYP и покинула агентство в конце августа после выпуска альбома. Таким образом, 15& фактически распались после почти семи лет существования.

## Дискография

### Студийные альбомы
- Sugar (2014)

## Награды и номинации
| Год  | Церемония          | Номинация                     | Что номинировано                      | Результат |
| ---- | ------------------ | ----------------------------- | ------------------------------------- | --------- |
| 2013 | Seoul Music Awards | Лучший Новый Артист           | 15&                                   | Номинация |
| 2015 | Seoul Music Awards | Награда Бонсан                | «Can't Hide It»                       | Номинация |
| 2015 | Seoul Music Awards | Награда за популярность       | «Can't Hide It»                       | Номинация |
| 2015 | Seoul Music Awards | Специальная награда Халлю     | «Can't Hide It»                       | Номинация |
| 2015 | Melon Music Awards | Лучшая песня в стиле R&B/Соул | «Love is Madness (совместно с Канто)» | Номинация |
| 2016 | Seoul Music Awards | Награда Бонсан                | «Love is Madness (совместно с Канто)» | Номинация |
| 2016 | Seoul Music Awards | Награда за популярность       | «Love is Madness (совместно с Канто)» | Номинация |
| 2016 | Seoul Music Awards | Специальная награда Халлю     | «Love is Madness (совместно с Канто)» | Номинация |